# 2944 Peyo
2944 Peyo (1935 QF) là một tiểu hành tinh vành đai chính được phát hiện ngày 31 tháng 8 năm 1935 bởi K. Reinmuth ở Heidelberg.